# Chiesa dell'Immacolata Concezione (Buenos Aires)
La chiesa dell'Immacolata Concezione (Iglesia de la Inmaculada Concepción in spagnolo), popolarmente conosciuta come La Rotonda (La Redonda in spagnolo), è un edificio di culto cattolico situato nel quartiere di Belgrano a Buenos Aires. La chiesa è sede dell'omonima parrocchia dell'arcidiocesi di Buenos Aires.

## Storia
La chiesa fu progettata nel 1864 in stile neorinascimentale dall'ingegnere italiano Nicola Canale che trasse ispirazione dal Pantheon di Roma. I lavori di costruzione iniziarono l'anno seguente, tuttavia a causa della penuria di risorse, si protrassero sino al decennio successivo. Con la morte del progettista nel 1876, l'opera fu ultimata dal figlio Giuseppe coadiuvato dall'architetto Giovanni Antonio Buschiazzo.
La chiesa su solennemente inaugurata l'8 dicembre 1878 alla presenza del presidente argentino Nicolás Avellaneda, del governatore della provincia di Buenos Aires Carlos Tejedor e delle massime cariche ecclesiastiche del paese.

## Descrizione
La chiesa presenta una facciata con pronao esastilo, costituito da sei colonne frontali. All'interno del pronao vi sono due colonne, una per lato, affiancate da un pilastro ciascuna. Le otto colonne e i due pilastri recano capitelli corinzi.
L'interno della chiesa appare molto semplice, a navata unica a pianta circolare; l'altare maggiore posto a sud e ricavato in un'abside semicircolare.